# Aérodrome de Summerside
L'aérodrome de Summerside (code IATA : YSU • code OACI : CYSU) est situé à 6.5 kilomètres au nord-nord-ouest de Summerside, Île-du-Prince-Édouard, Canada.
L'aéroport est l'un des deux seuls existants sur l'Île-du-Prince-Édouard avec procédure d'approche aux instruments pour les opérations par mauvais temps (l'autre étant Charlottetown).

## Histoire
L'aéroport était déjà un champ militaire, établit en 1940 comme RCAF Station Summerside et son nom fut changé pour CFB Summerside en 1968.  La base était utilisée pour entrainer les équipages aériens dans le Plan d'entrainement d'aviation du Commonwealth durant la Seconde Guerre mondiale et être hôte d'entrainement de recherche et de sauvetage (escadron 413), ainsi que des unités de surveillance côtière (escadron 415) durant la Guerre froide.  Elle fut fermée en 1990 et transférée à une compagnie de développement locale du nom de Slemon Park Corporation.  Le propriétaire de la base est maintenant le Parc Slemon.

## Situation
La piste d'atterrissage et le terminal de l'aéroport de Summerside sont situés dans le canton du Lot 17 et non dans la ville de Summerside ; la frontière municipale est adjacente à la propriété de l'aéroport alors que la ville inclut la section résidentielle de Slemon Park, mais non la piste de l'aéroport et les propriétés industrielles.